# Hannah Godfrey
Hannah Christine Godfrey (Thornton-Cleveleys, 17 luglio 1997) è una calciatrice britannica, difensore del Charlton Athletic. Ha giocato quattro partite con la maglia della nazionale scozzese.
Inglese di nascita, cresce a Thornton-Cleveleys, conurbazione nell'area urbana di Blackpool, sceglie la nazionalità sportiva scozzese grazie alle origini della madre.

## Carriera

### Nazionale
Pur essendo nata e cresciuta in Inghilterra, grazie alla nazionalità della madre Godfrey ottiene dalla federazione calcistica della Scozia (SFA) la possibilità di disputare gli incontri con la nazionale scozzese. La CT Shelley Kerr inizia a convocarla dal 2019, in occasione della fase di qualificazione, gruppo E, all'Europeo di Inghilterra 2022, debuttando l'8 novembre in occasione dell'incontro in trasferta vinto per 5-0 sulle avversarie dell'Albania, partita dove va anche a segno per la prima volta portando sul 4-0 il risultato parziale al 64'.
Kerr continua a concederle fiducia, continuando a convocarla anche in occasione della prima edizione della Pinatar Cup, quella del 2020, torneo ad inviti disputato in Spagna dove, impiegata in due su tre incontri giocati dalla sua nazionale, contribuisce alla conquista del trofeo.

## Palmarès

### Nazionale
- Pinatar Cup: 1

2020